# Сімон Ганьє
Сімон Ганьє (фр. Simon Gagné; 29 лютого 1980, м. Сан-Фуа, Канада) — канадський хокеїст, лівий нападник. 

## Ігрова кар'єра
Виступав за «Бопорт Гарфангс» (QMJHL), «Квебек Ремпартс» (QMJHL), «Філадельфія Флайєрс», «Тампа-Бей Лайтнінг», «Лос-Анджелес Кінгс» та «Бостон Брюїнс».
В чемпіонатах НХЛ — 822 матчі (291+310), у турнірах Кубка Стенлі — 109 матчів (37+22).
У складі національної збірної Канади учасник зимових Олімпійських ігор 2002 і 2006 (12 матчів, 2+5), учасник чемпіонату світу 2005 (9 матчів, 3+7), учасник Кубка світу 2004 (6 матчів, 1+1). У складі молодіжної збірної Канади учасник чемпіонату світу 1999. 

## Досягнення
- Олімпійський чемпіон (2002)
- Володар Кубка Стенлі (2012)
- Срібний призер чемпіонату світу (2005)
- Володар Кубка світу (2004)
- Учасник матчу всіх зірок НХЛ (2001, 2007)
- Срібний призер молодіжного чемпіонату світу (1999).